# Seznam portoriških pesnikov
Seznam portoriških pesnikov.

## D
- Anjelamaría Dávila

## F
- Marcos Rodríguez Frese

## M
- Luis Palés Matos

## N
- Vicente Rodríguez Nietzsche

## R
- Etnairis Rivera

## S
- Wenceslao Serra